# Uno Olsson
Gustav Uno Olsson, född 8 juni 1895 i Hallsberg i Örebro län, död där 26 maj 1965, var en svensk ingenjör. 
Olsson, som var son till hemmansägare Gustav Olsson, genomgick Kävesta folkhögskola och lantmannaskola 1912–14. Efter studentexamen i Lund 1918 och avgångsexamen från Kungliga Tekniska högskolan i Stockholm 1923 var han ingenjör och konstruktionschef vid Asea Ludvikaverken 1924–60. Han blev teknologie doktor vid Kungliga Tekniska högskolan 1957.
För en bredare allmänhet gjorde sig Olsson känd som konstruktör av de icke-cirkulära kugghjul som 1957–87 visades i vinjetten till Erik Bergstens TV-program Tekniskt magasin. Olsson var ledamot av Svenska Teknologföreningen och Sveriges högskoleutbildade elektroingenjörers riksförbund. Han författade Non-circular Cylindrical Gears (doktorsavhandling 1953), Non-circular Bevel Gears (1959) samt uppsatser i Teknisk Tidskrift och Aseas tidning.